# Kontaktologie
Die Kontaktologie (Contactologie) ist ein Teilgebiet der Augenoptik und stellt die Lehre von der Kontaktlinsenanpassung dar. Die genaue Betrachtung des Hornhautprofils und der Augenform, sowie die detaillierte Untersuchung des vorderen Augenabschnitts dienen dem Spezialisten, genaue Aussagen bezüglich der Linsenwahl treffen zu können. Als Messinstrumente benutzt er hierzu Spaltlampe und Keratograph. Auch besondere Augenerkrankungen, wie zum Beispiel ein Keratokonus, können so neben einer augenärztlichen, auch eine optische Versorgung durch einen Kontaktologen erfahren.

## Wortherkunft
Kontaktologie (Contactologie) ist die Wissenschaft über die Kontakte, die Methoden für deren Erkennung und die Organisation für das Erreichen der besten Parameter der Gesundheit, Langlebigkeit, des materiellen Wohlergehens.
Wortstamm:
Kontakt=von lateinisch contingere=berühren
Logie=von griechisch = Lehre

## Kontaktologie im Bereich der Facharztausbildung zum Ophthalmologen (Augenarzt)
- KL-Indikationen und -Kontraindikationen: In einigen Fällen wie zum Beispiel bei Keratokonus (s. o.) kann man die Fehlsichtigkeit nur mit einer Kontaktlinse bestmöglich versorgen. In sehr seltenen Fällen, zum Beispiel bei mangelnder Hygiene des Patienten/Kunden sollte keine Kontaktlinse angepasst werden.
- Optische Komponente: Jede Kontaktlinse hat eine optische Wirkung um die Fehlsichtigkeit auszugleichen. Der Ophthalmologe/Kontaktologe muss über diese optische Wirkung genau Bescheid wissen. Bei formstabilen oder harten Kontaktlinsen entsteht auf dem Auge eine Tränenlinse, die wiederum eine optische Wirkung hat, welche man durch Neuberechnung der Kontaktlinsenstärke ausgleichen muss. Außerdem weicht die Kontaktlinsenstärke durch den geringeren Abstand zum Auge meist von der Brillenstärke ab. Diese Abweichung kann man durch Berechnung oder durch die Überrefraktion herausfinden.
- Physiologische Veränderungen und Gewöhnung: Jede Kontaktlinse stellt für das Auge einen Fremdkörper dar, an den sich das Auge anpassen muss. Dabei verändert sich vor allem die Form der Cornea (Hornhaut).
- Materialkenntnisse: Der Einfluss des Kontaktlinsenmaterials sollte bei der Anpassung unbedingt beachtet werden. Besonders wichtig ist hier die Sauerstoffdurchlässigkeit in Abhängigkeit von der Tragedauer und die Zusammensetzung der Bestandteile im Tränenfilm. Zusätzlich besteht die Möglichkeit, bei allergischen Reaktionen eine gezielte Materialauswahl zu treffen.
- Pflege: Hygiene ist bei Kontaktlinsenträgern sehr wichtig. Harte und weiche Kontaktlinsen haben unterschiedliche Pflegeanforderungen, über die der Anpasser den Kunden unbedingt aufklären muss. So kann man Entzündungen am Auge vorbeugen und den Tragekomfort der Linsen erhalten.
- Kosmetische Kontaktlinsen: Aufgrund verschiedener Augenerkrankungen ist es manchmal notwendig eine kosmetische Kontaktlinse anzupassen. Wenn zum Beispiel bei einem Unfall die Regenbogenhaut verletzt wurde, kann durch eine solche Kontaktlinse wieder ein kosmetisch "normales" Aussehen erreicht werden. Unter kosmetischen Kontaktlinsen versteht man aber auch farbige Kontaktlinsen, die die Augenfarbe verändern oder Kontaktlinsen mit einem bestimmten Muster oder Bild. Bei sehr hohen Fehlsichtigkeiten sind Brillengläser oft dick und schwer. Auch hier empfiehlt es sich aus kosmetischer Sicht Kontaktlinsen anzupassen.
- Nachkontrolle: Regelmäßige Nachkontrollen sind bei Kontaktlinsenträgern sehr wichtig. Die Verträglichkeit der Linsen hängt vom optimalen Sitz ab. Bei einer Nachkontrolle wird dieser überprüft und gegebenenfalls neu angepasst.
- Therapeutische Verbandschalen: Verbandschalen sind meist weiche Linsen, die aus medizinischer Sicht angepasst werden. Sie dienen als Flüssigkeits- oder Medikamentenspeicher.